# Angelia Ong
Angelia Gabrena Ong, née le 27 juin 1990 à Iloilo, est un mannequin philippin ayant été couronné Miss Terre en 2015.